# 6248 Bardon
A 6248 Bardon (ideiglenes jelöléssel  1991 BM2) a Naprendszer kisbolygóövében található aszteroida. Zdenka Vávrová fedezte fel 1991. január 17-én.